# Papiernia (zakład przemysłowy)

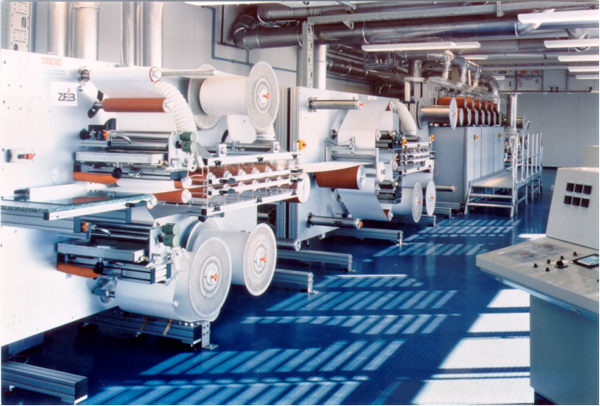
Współczesna papiernia

Papiernia – zakład wytwarzający papier. Na ogół jest zlokalizowany przy naturalnym zbiorniku wodnym (rzeka, jezioro).
Produkcja papieru w papierni odbywa się za pomocą spilśniania włókien naturalnych na sicie (np. włókno ścieru drzewnego) metodą „czerpaną” (papier czerpany) lub maszynowo (za pomocą dużego obrotowego sita). Dwa podstawowe etapy wytwarzania papieru to: odwadnianie (na sicie i prasach) oraz suszenie (np. na cylindrach suszących ogrzewanych parą wodną o ustalonej, tzn. „krzywej suszenia” lub, w przypadku papieru czerpanego, na lince z klamerkami). Pozostałe etapy jego wytwarzania zależą od rodzaju i jakości papieru, użytych w produkcji surowców i klasy wody (przy wodzie „twardej” niemożliwa jest produkcja papierów białych, i konieczne jest jej zmiękczanie).

## Historia papiernictwa
Historia wytwarzania papieru sięga do 105 roku n.e., kiedy to w czasach chińskiej Dynastii Han wynaleziono papier. Technologia jego wytwarzania rozprzestrzeniła się ze Wschodniej Azji na kraje islamskie (794 rok n.e. w Iraku, później w Syrii, Egipcie i Maroku). W ciągu X wieku n.e. wypierał papirus, drewno, jedwab i pergamin jako najtańszy materiał używany dla piśmiennictwa. Najstarsze rejestrowane europejskie dokumenty na papierze pochodzą z XI wieku n.e.

## Papiernictwo w Polsce
W Polsce pierwsza papiernia powstała w 1491 roku w Prądniku Czerwonym pod Krakowem. Od 1510 roku była własnością wydawcy pierwszych polskich druków, Jana Hallera.
Dzięki dynamicznemu rozwojowi rękodzieła nastąpiło szybkie i trwałe upowszechnienie się papiernictwa na obszarze środkowo-wschodniej Europy.
Produkowany wówczas w Polsce papier zaspokajał nie tylko krajowe potrzeby, ale docierał także do krajów ościennych, m.in. na Węgry, Mołdawię i do Państwa Moskiewskiego. Do dziś zachował się moskiewski dokument z XVI w. sporządzony na papierze pochodzącym ze świdnickiej papierni.
Do najstarszych papierni na obecnych ziemiach polskich należały młyny w Toruniu (XV w.), we Wrocławiu, Świdnicy, Nysie, Raciborzu. Później powstały kolejne w okolicy Poznania, Wilna, Lublina, Warszawy i Krakowa.
Najstarszą polską papiernią działającą do dziś jest założony w 1605 r. młyn w Dusznikach-Zdroju w którym obecnie mieści się Muzeum Papiernictwa.
Do początku drugiej połowy XIX w. wszystkie polskie papiernie używały do produkcji papieru szmat lnianych, konopnych i innych włókien roślinnych. Od lat 60. XIX w. rozwijano produkcję papieru z celulozy.

## Podstawowe surowce dla papierni
- włókno celulozowe (lniane, z juty, bawełniane i in.),
- włókno ścieru drzewnego,
- makulatura (włókno wtórne, oczyszczone z farb drukarskich),
- wypełniacze (np. kaolin, skrobia ziemniaczana, węglan wapnia),
- wybielacze mas włóknistych i barwniki chemiczne (dla otrzymania właściwego odcienia i białości papieru).

## Technologia produkcji a podstawowe parametry papieru
- Stałe normy jakościowe produkcji zależą od poziomu technologii w papierni, jej maszyn papierniczych (MP), oraz całej pozostałej infrastruktury.
- Podstawowe parametry papieru to: gramatura, samozerwalność, białość, gładkość, nieprzezroczystość, odcień, wilgotność, grubość (parametr szczególnie istotny w przypadku papieru książkowego).
- Elementy maszyny papierniczej (MP) to: wlew, sito na stole sitowym, część prasowa, część susząca, kalander gładzący, nawijarka papieru, przewijarko-krajarka papieru, oraz, tzn. pakarka papieru.
- Elementami infrastruktury papierni są: kotłownia wywarzająca parę wodną, młyny ścieru drzewnego, młyny celulozy, oczyszczalnia i dyspersja makulatury, kadzie mas zawiesin włókna, dozowniki, zbiorniki sedymentacji wody obiegu zamkniętego, systemy automatyki, pompy, silniki, wentylatory, kompresory powietrza, oczyszczalnie ścieków, instalacje: wodne, masowe, powietrza technicznego automatyki przemysłowej, instalacje elektryczne, oprogramowane komputery, oraz inne.

## Producenci maszyn i urządzeń papierniczych
Producentami maszyn papierniczych o zasięgu globalnym są m.in. firmy Metso i Voith, Valmet.
W Polsce od połowy XIX w. działa fabryka maszyn papierniczych w Cieplicach, obecnie funkcjonująca pod nazwą Valmet, dawniej PMP – Producent Maszyn Papierniczych (po II wojnie światowej działała jako Cieplicka Fabryka Maszyn Papierniczych (Fampa), od lat 90. Beloit, od roku 2000 Pmpoland).